# Choudhary Rahmat Ali
Choudhary Rahmat Ali (* 16. November 1897 in Balachaur, Indien; † 3. Februar 1951 in Cambridge, Großbritannien) gilt als einer der Begründer der Pakistan National Movement, die sich für die Teilung Britisch-Indiens und die Gründung eines unabhängigen, muslimischen Staates namens Pakistan einsetzte. Er gilt auch als Schöpfer des Landesnamens „Pakistan“.
Choudhary Rahmat Ali wurde 1897 in dem Dorf Balachaur nahe Hoshiarpur im heute indischen Teil des Punjab geboren. Nach dem Schulbesuch in Jalandhar studierte er in Lahore Jura. 1930 ging er nach England, um sich an der Universität Cambridge einzuschreiben. Dort veröffentlichte er am 28. Januar 1933 seinen vielbeachteten Aufsatz „Now or Never; Are We to Live or Perish Forever'“ („Jetzt oder Nie; Werden wir leben oder für immer verschwinden?“), in dem er sich für die Gründung eines unabhängigen Muslimstaates auf indischem Boden einsetzte und dafür erstmals die Bezeichnung „Pakstan“ als Akronym für Punjab, Afghania (Khyber Pakhtunkhwa), Kaschmir, Sindh und Belutschistan verwendete. 1940 kehrte er nach Britisch-Indien zurück, um dem Parteitag der Muslimliga in Lahore beizuwohnen, auf dem die Gründung Pakistans beschlossen wurde (Lahore-Resolution), konnte dem Parteitag aber nicht beiwohnen. Noch im gleichen Jahr kehrte er nach England zurück. 1948 besuchte er das ein Jahr zuvor in die Unabhängigkeit entlassene Pakistan. Da er Kritik an der Umsetzung der Staatsgründung äußerte, wurde ihm jedoch von Premierminister Liaquat Ali Khan die pakistanische Staatsbürgerschaft verweigert. Sein Besitz wurde konfisziert und er verließ mittellos Pakistan. Zurück in Europa engagierte er sich für die muslimische Minderheit in Indien, unter anderem bei den Vereinten Nationen. Ali verstarb im Februar 1951 in Cambridge und wurde dort auf dem Newmarket Road Cemetery beigesetzt.